# Amblyopone chilensis
Amblyopone chilensis är en myrart som beskrevs av Mayr 1887. Amblyopone chilensis ingår i släktet Amblyopone och familjen myror. Inga underarter finns listade i Catalogue of Life.

## Bildgalleri

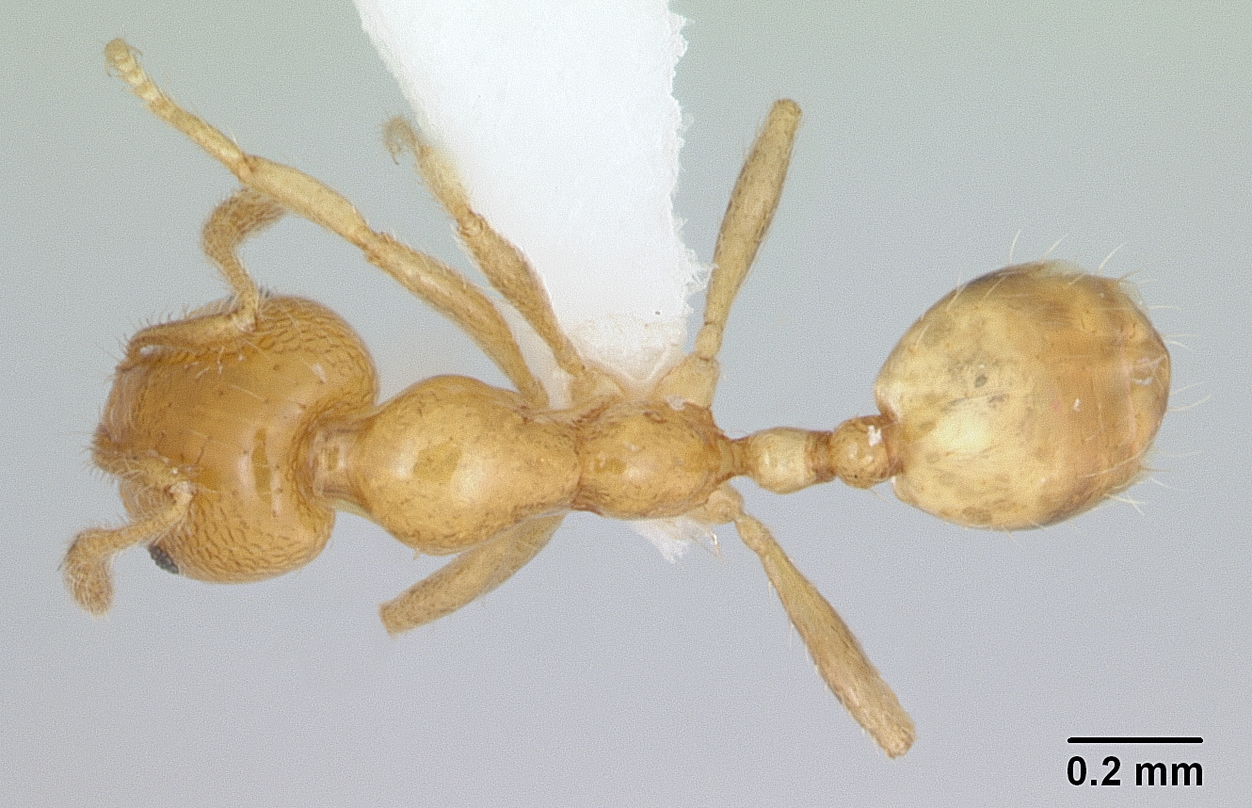
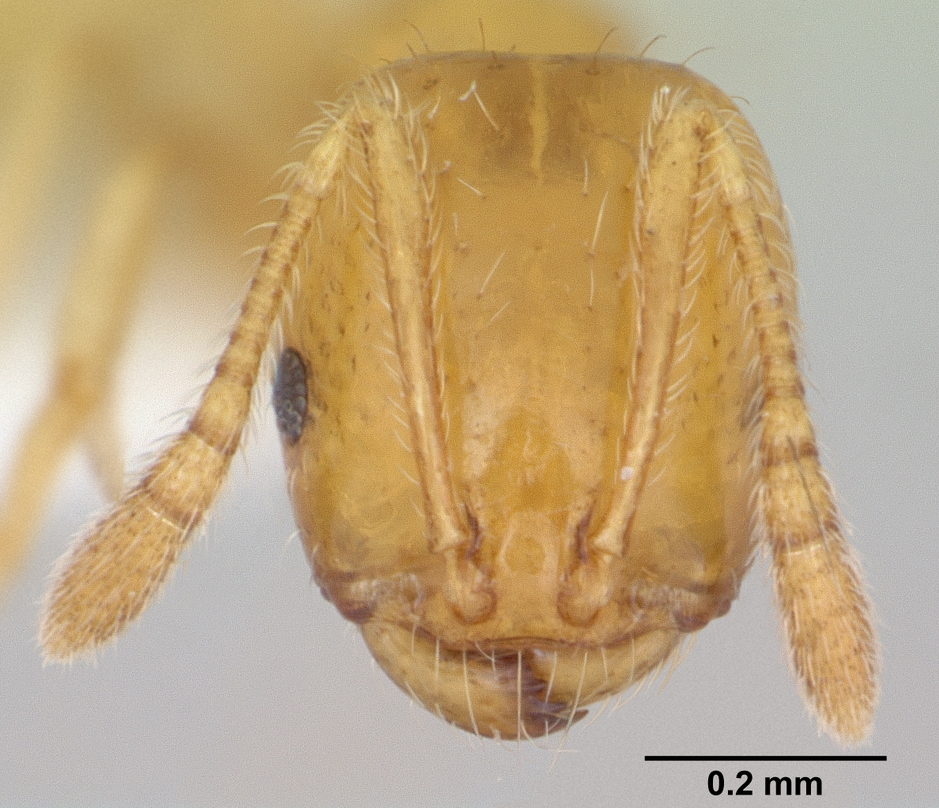
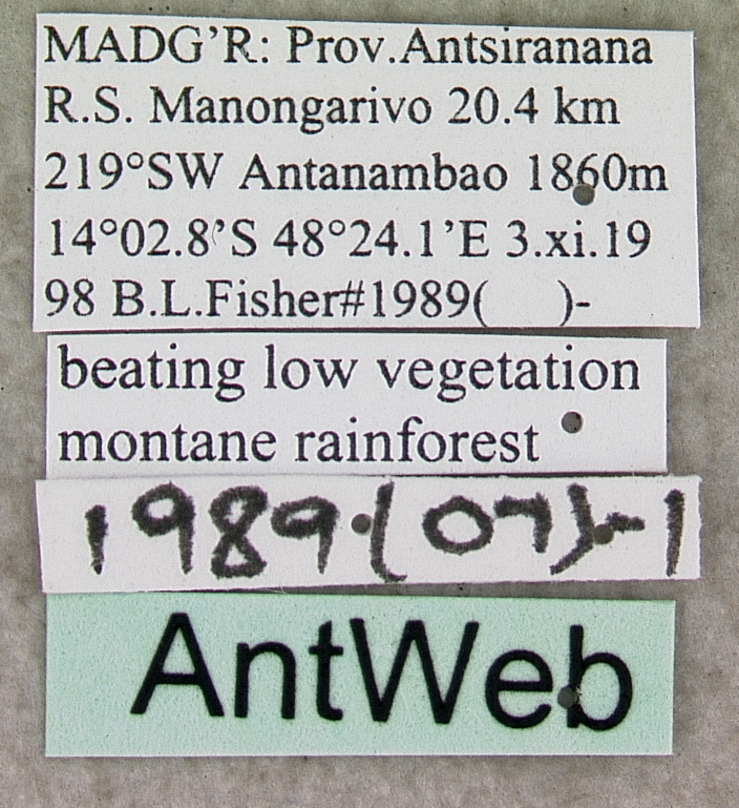
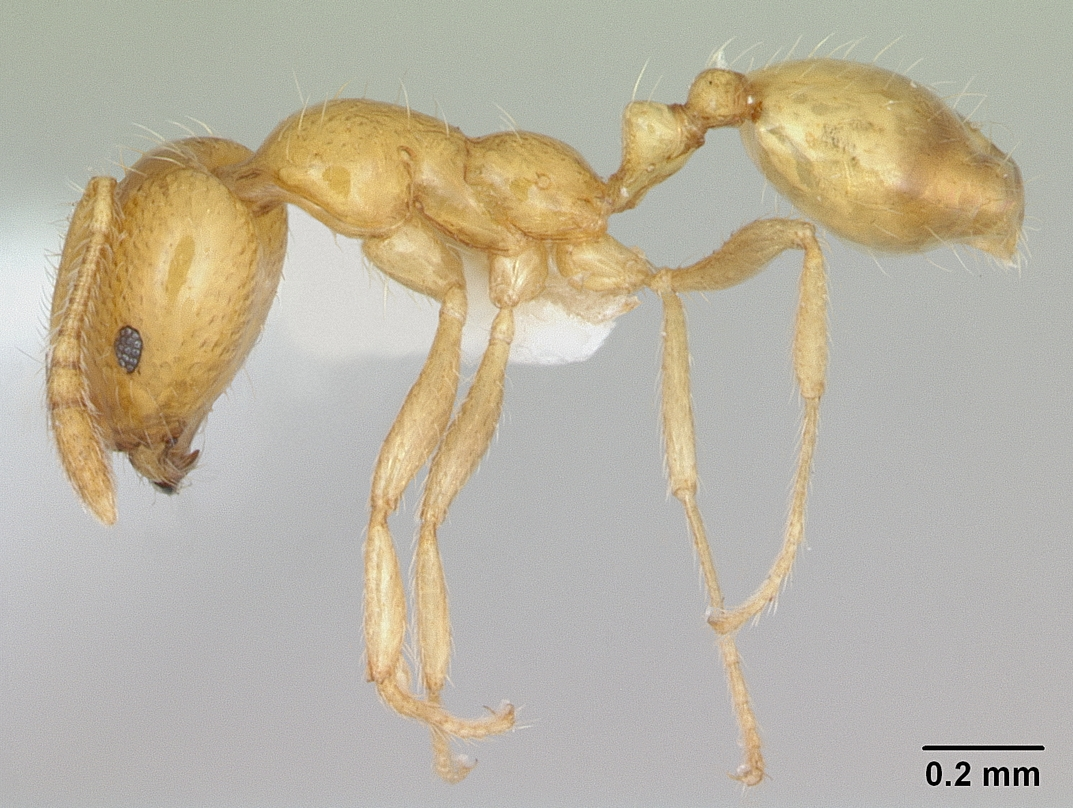
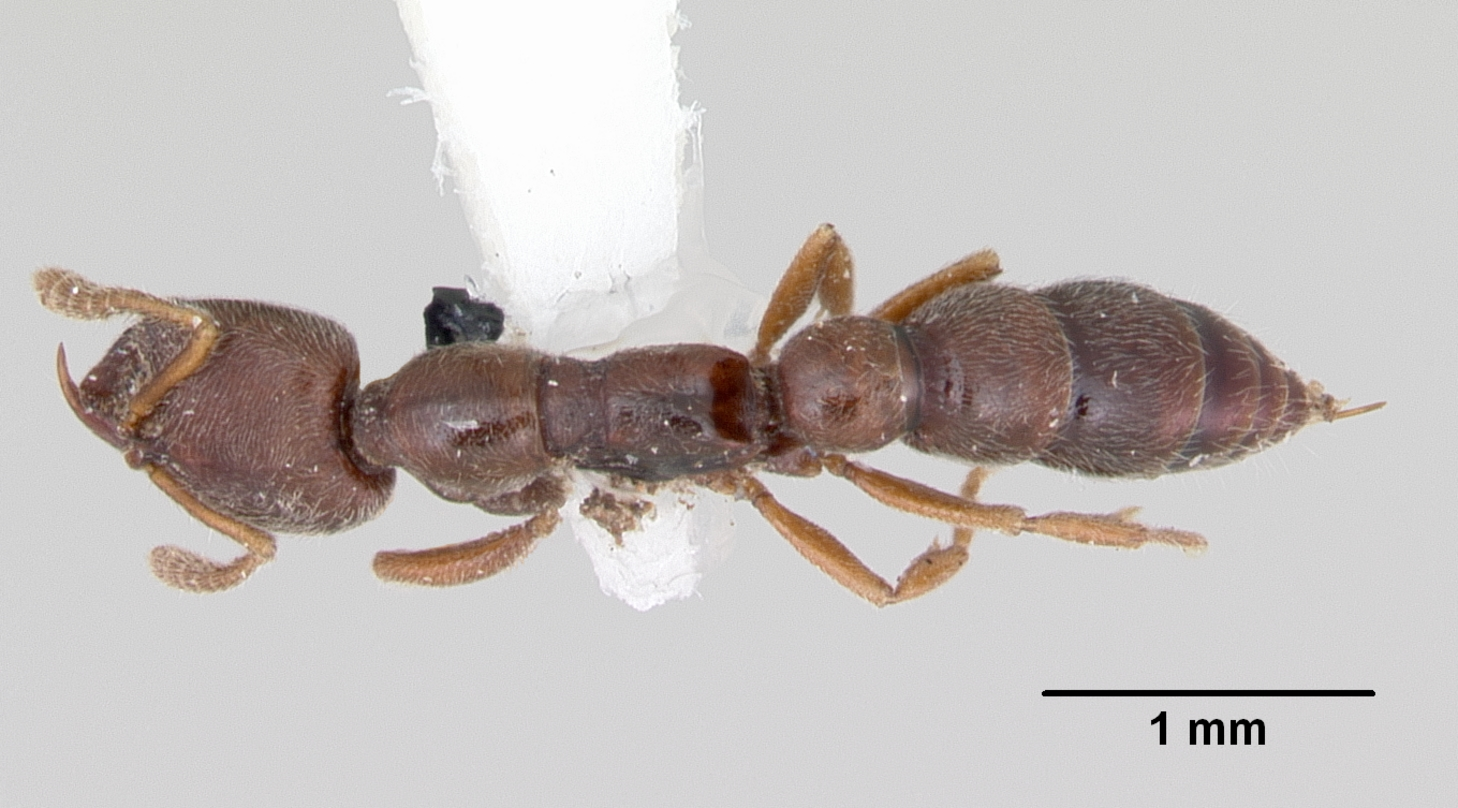
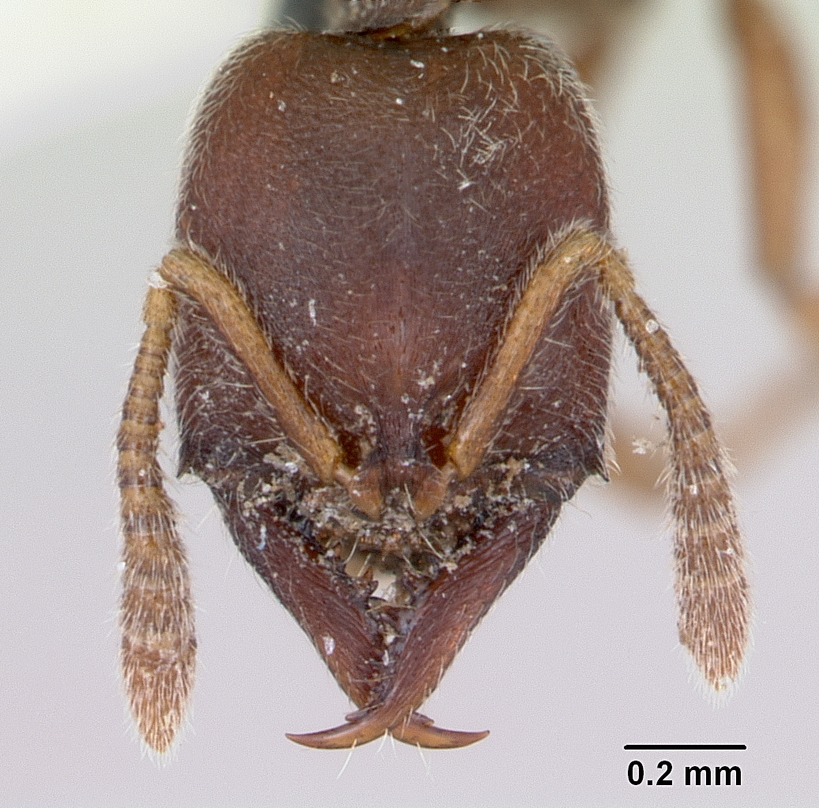